# デーモン・アルバーン
デーモン・アルバーン OBE(Damon Albarn OBE、1968年3月23日 - )は、イギリス出身のミュージシャン、音楽プロデューサー。

## 概説
イギリスを代表するロックバンド・ブラーのフロントマンであり、ボーカル、作詞・作曲を担当している。また、キーボード、ピアノ、ギター、ベースも演奏する。1990年代中盤にイギリスで沸き起こったブリットポップムーブメントにおいては、その中心人物としてシーンを牽引。ムーブメント収束以後は、それまでのポップなブラーのイメージから脱却した革新的で実験精神旺盛な作品を発表し、アーティスティックな評価を高めている。2000年代以降はブラーでの活動のほかに、数々のバンドやサイドプロジェクトを精力的に立ち上げ、特にヴァーチャルバンドのゴリラズではブラーを上回る世界的な成功を収めるなど、イギリス・ロックシーンの重要人物の一人に数えられている。

## 来歴・人物

### デビュー前
父・キース、母・ヘイゼルの下、東ロンドン・レイトンストーンのホワイトチャペル病院で生まれる。芸術家の両親の下、自由でボヘミアンな気風の家庭で育ち、幼少の頃から音楽やアートに親しむ。9歳の時、二か月のトルコ旅行を経験。その後父親が、ノース・エセックス・オブ・アートの学長職を得たのを期にエセックス州コルチェスターに移り住む。このころにはバイオリンやピアノを習い始め、地元の公立中高等学校、スタンウェイ校に入学するも、多様な価値観を認めるロンドンの自由な環境の中で育ってきたデーモンは、郊外特有の均一な価値観を押し付ける学校の気風に合わず、いじめにもあったという。しかし12歳の時、1学年下の後のバンドメイトでもあるグレアム・コクソンと出会う。二人は昼休みや放課後、学校の音楽棟やグレアムの家で音楽を通じて親交を深め、二人でオーケストラでオリジナル曲を披露したり、バンド活動もするようになる。15歳の時には全国規模のクラシック作曲コンクールでヤング・ミュージシャン・オブ・ザ・イヤーを受賞した。しかし、中学時代から始めていた演劇への興味が大きくなり、中高等学校卒業後の1986年9月、ロンドン近郊・デブデンの演劇学校イースト15に入学。しかし役者としての能力に限界を感じ、1年で退学する。その後、ロンドン大学ゴールドスミス・カレッジの定時制に入学し、同じくゴールドスミスに入学していたグレアムと再び同級生となる。音楽に対する情熱を再び取り戻したデーモンは、デモテープをビート・ファクトリー・スタジオに持ち込み、スタジオのお茶汲み係として働くことと引き換えに、深夜にスタジオを自由に利用させてもらう契約を獲得する。このスタジオでデーモンはいろいろなバンドを組んだり、音楽的な才能を伸ばしていった。程なくソロでのプロデビューの話が舞い込むもバンドとしてのキャリアに拘った為断っているが、そこで組んだバンドの一つが後のブラーの前身となるバンド「サーカス」だった。
ドラムのデイヴ・ロウントゥリーも参加していたサーカスは後にギタリストのグレアムと、グレアムの大学の友人であったベーシストのアレックス・ジェームスが加入しバンド「シーモア」が誕生した。1989年、ライブ活動を始めるとすぐにレコード会社との契約を獲得。1990年にはバンド名を「ブラー」に改名し、デーモンはフロント・マンとしてメジャー・デビューを果たした。

### 1990年代、ブラーでのブレイク
1991年のファーストアルバム『レジャー』では早くも全英7位を獲得するなど、イギリスではとんとん拍子で成功を収めるも、その後のアメリカ進出には失敗。この経験から、イギリス的なものにバンドのアイデンティティを強く求めるようになり、アメリカ発のグランジブーム吹き荒れるイギリスのチャートシーンにおいて、レコード会社の反対を押し切り、敢えてブリティッシュ・ロックの伝統を踏襲したアルバム、『モダン・ライフ・イズ・ラビッシュ』を発表する。当時の流行には乗らなかったため、セールス的には振るわなかったものの、作品そのものは高い評価を獲得した。アルバム製作時、デーモンは英国的な音楽の流行が訪れることを予見していたが、その通りに1993年ごろからイギリス的な音楽は徐々に国内で盛り上がりを増しつつあった。
1994年発表のアルバム『パークライフ』、1995年発売の『ザ・グレイト・エスケープ』で、英国的音楽のムーブメントは最高潮に達して「ブリットポップ」ブームが沸き起こり、デーモンは一躍シーンの中心人物となる。クラシックの素養を感じさせるポップな音楽性と三人称を主語としたシニカルで物語風の作詞技法、派手なライブパフォーマンス、愛用のフレッド・ペリーのポロシャツや、アディダスやナイキを小奇麗に着こなすモッズ風のファッションから、「ネオ・モッズ」のアイコンとして人気を博し、その甘いルックスから、当時日本でもファッション雑誌の特集にも多く登場していた。
デーモン自身も当時は「ポップな人」をキーワードに自身のアイデンティティを追求していったが、ブラーより少し遅れてブレイクをしたオアシスとの対立や、マスコミの執拗な狂騒からパニック障害を患うなど、精神的に疲弊をきたしてまう。ローファイな音楽志向であったグレアムとも、あまりにもポップになったブラーの音楽性を巡って、対立するようにもなる。

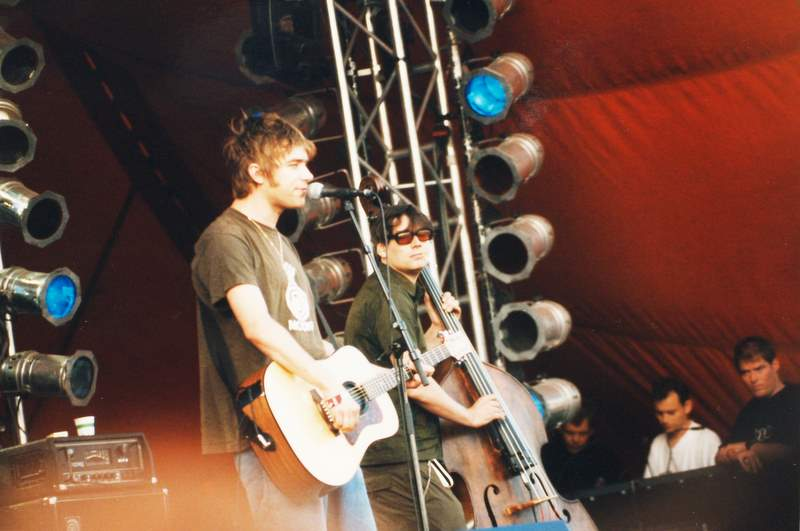
ロスキルド・フェスティバルでのデーモン（左)(1999年7月)

しかしその後、アイスランドのレイキャビークに家を買ってブリットポップ狂騒から離れ、疎遠状態にあったグレアムと手紙をやり取りをしてお互いの仲を取り戻しつつ、今後のバンドの方向性を確かめあった。またこの頃からアメリカのオルタナティブ・ロックやヒップホップ・シーンにも接近するようになる。そして1997年発表の商業的自殺と呼ばれたアルバム『ブラー』では「ブリットポップは死んだ」との発言とともに、アメリカのオルタナティヴ・ロックの影響を背景とした、それまでのポップなブラーのイメージをかなぐり捨てるような実験的で野心的な作品を発表。新たなファンを獲得し、この作品によってデーモンはアーティスティックな面でも正当に評価されるようになる。
「英国的なもの」にこだわらなくなったデーモンは、この後活動の幅を飛躍的に広げるようになり、1998年、長年のガールフレンドだったエラスティカのジャスティーン・フリッシュマンとの別れの後にフラットで共同生活をしていたコミック・アーティストのジェイミー・ヒューレットと、既存の商業音楽のアンチテーゼとして覆面カートゥーン・バンド、ゴリラズのプロジェクトを立ち上げ、様々なジャンルの曲を実験的にレコーディングした。1996年にすでに映画『トレインスポッティング』に個人名義で1曲を提供していたが、1999年には映画『ラビナス』で現代音楽の巨匠マイケル・ナイマンと映画音楽のサウンドトラック・アルバムを作り、グレアムに少し遅れてソロキャリアをスタート。2000年には『私が愛したギャングスター』、2001年には『101レイキャビーク』でも映画音楽を作っている。
また、かつて役者を目指していたこともあり、1997年にはロバート・カーライル出演の映画『フェイス』に出演を果たす。デーモン本人はあまりその出来に納得しておらず、自分は第一にミュージシャンとの自覚もあり、それ以降も出演のオファーが来ていたが断っている。

### 2000年代、ソロキャリア中心の時代

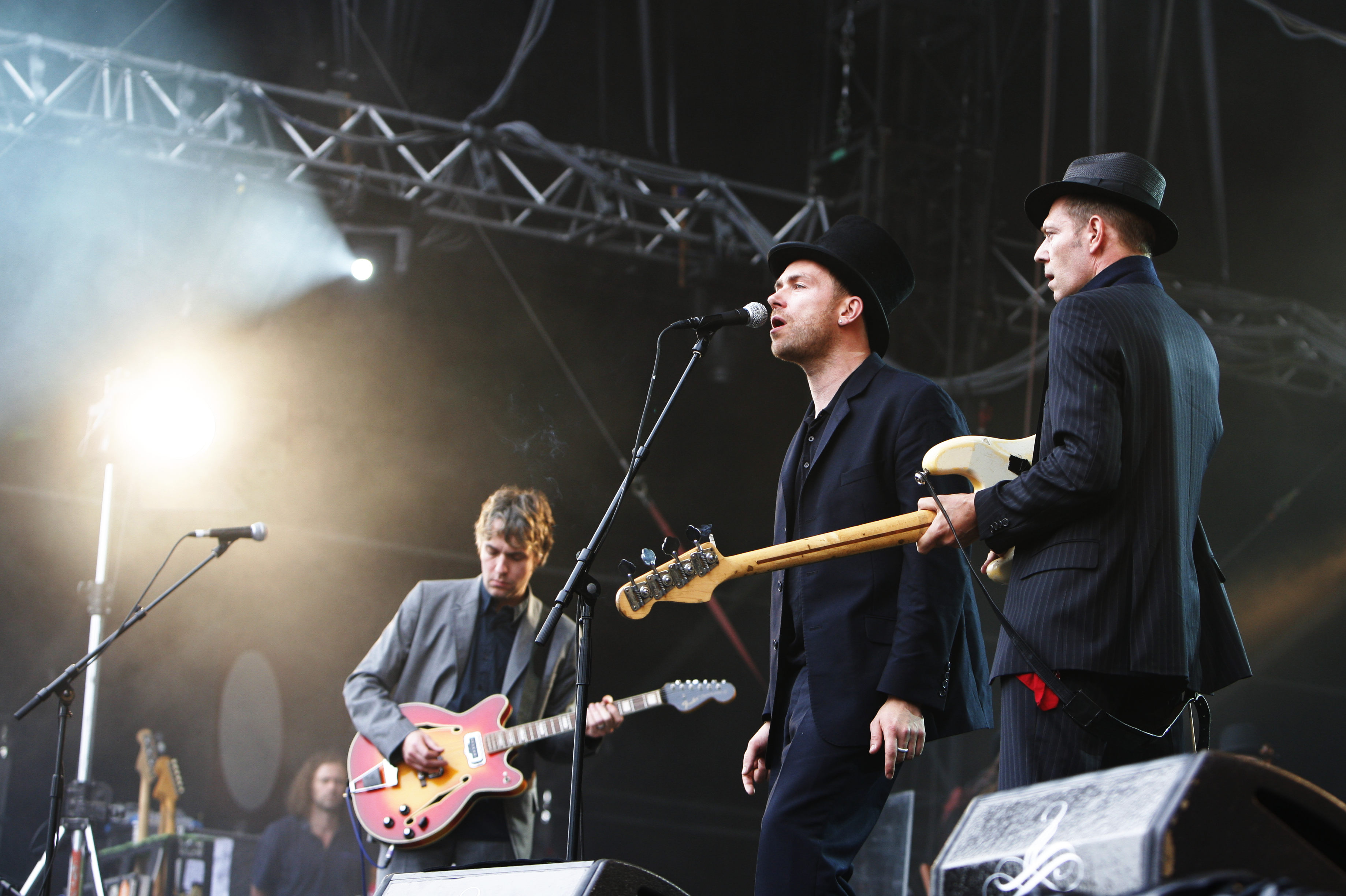
ザ・グッド,ザ・バッド・アンド・ザ・クイーン(2007年)

1999年のブラーのアルバム『13』ではさらに実験性を増した作品を発表すると、2001年、本格始動させたゴリラズのデビュー・アルバムが大ヒットを記録。ブラーではなかなか達成できなかったアメリカ進出を果たす。2002年には、オックスファムの招待で2000年に訪れたマリで、現地のミュージシャンとともに録音していたアフリカ音楽のアルバムを発表する。しかし2001年に始めたブラーの『シンク・タンク』レコーディング時、グレアムと音楽性の相違を巡って仲たがいをし、グレアムはその後バンドを脱退する。
一方、ソロキャリアは順調であり、2005年のゴリラズのセカンド・アルバム『ディーモン・デイズ』が前作を上回る世界的な大ヒットを記録。2006年からは「LIVE 8」の向こうを張って「アフリカ・エクスプレス」という、西洋のミュージャンとアフリカのミュージャンのコラボレーション・イベントをスタートさせた。2007年に発表した新バンドのアルバム『ザ・グッド,ザ・バッド・アンド・ザ・クイーン』も大ヒットを記録。同2007年は、マンチェスター・インターナショナル・フェスティバルからのオファーで、西遊記を題材にしたオペラ作品の制作にも挑戦。中国音階を勉強して制作された翌年リリースのサウンドトラックのアルバム『モンキー:ジャーニー・トゥー・ザ・ウエスト』は、中国音楽と現代音楽の融合が見られる異色の作品であったが、全編中国語のヴォーカルの作品としては史上最高位となる全英5位を獲得している。またこの間の他アーティストへの楽曲提供や、プロデュース、ボーカル参加は数多に上るなど精力的にキャリアを積み上げ、2012年のロンドン・オリンピック開会式の総合監督の候補に名前が挙がるなど、アーティストとしての評価が高まっていった。
また絶縁状態にあったグレアムとの関係も徐々に修復を見せ、グレアムが「アフリカ・エクスプレス」や「モンキー」のオペラの客席に姿を現していることが確認されたりと、バンドが再始動するのではとの噂が囁かれていった。そして2008年12月、二人は和解し、ブラーが再活動することが正式に発表された。2009年にはグラストンベリー・フェスティバルやハイド・パークでブラーの復活ライブを行い、復活を待ちわびたオーディエンスを熱狂と感動の渦に巻き込んだ。

### 2010年代

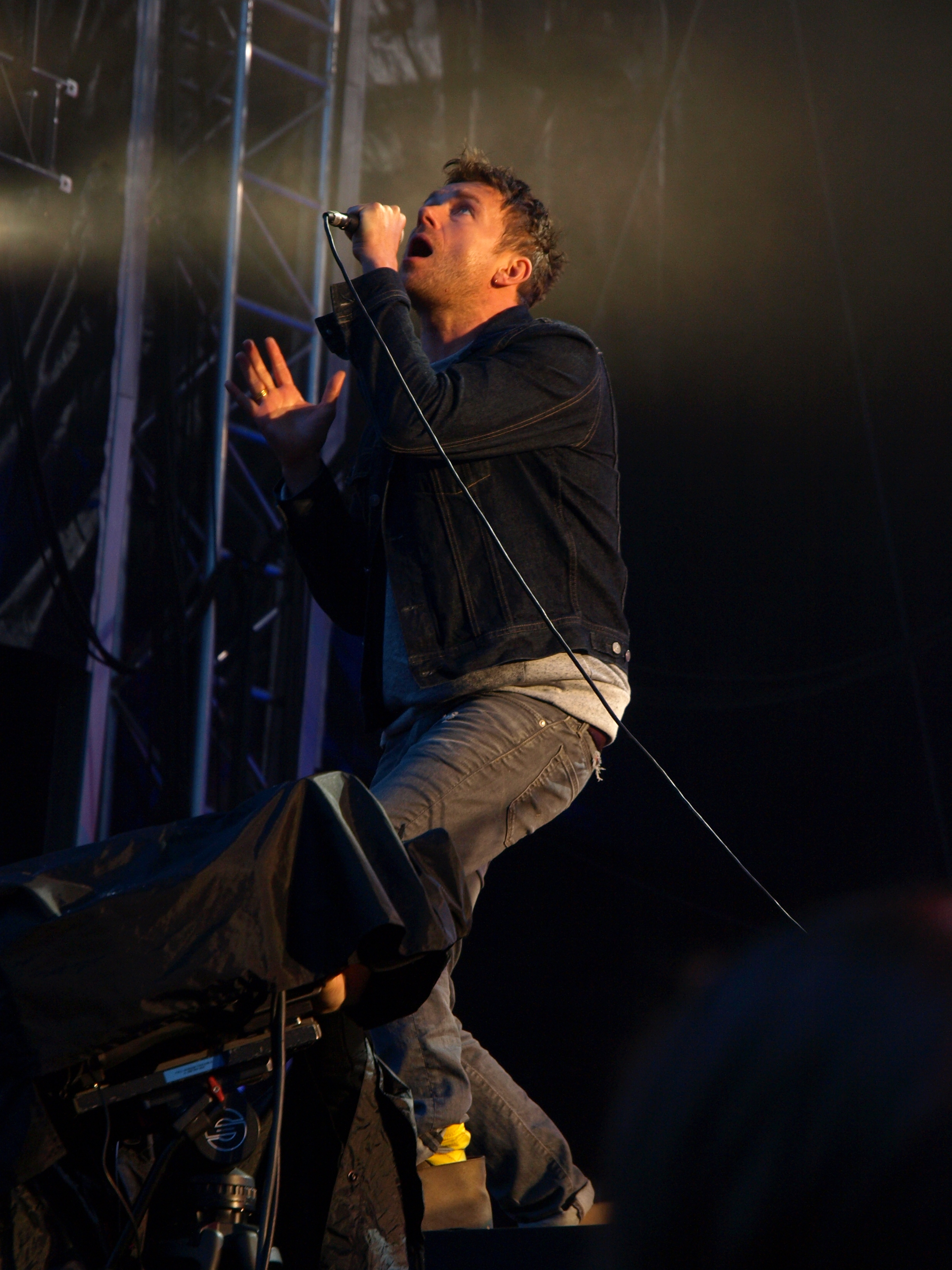
プロヴィンッシロック出演時（2013年）

2010年にはゴリラズのアルバム『プラスティック・ビーチ』をリリースし、世界規模のツアーも敢行した。同年12月、ツアー終了と同時に、ツアー中の隙間時間にipadで製作したというアルバム『ザ・フォール』をリリースした。
翌2011年は、オックスファム企画のコンゴ民主共和国救済のためのチャリティアルバム、『キンシャサ・ワン・ツー』を他のミュージシャンとコンゴで1週間でレコーディングしてリリースしたり、長年温めてきた企画であったエリザベス朝時代の魔術師・錬金術師、ジョン・ディーを題材にしたオペラ『ドクター・ディー』の制作を主に音楽面で担当。デーモンも本人役で出演し、翌2012年にはオペラの音楽をもとに同名のアルバム『ドクター・ディー』を、スタジオ・アルバムとしては初めてデーモンのソロ名義でリリースした。また同2012年は、レッド・ホット・チリ・ペッパーズのフリーやトニー・アレンと新バンド、ロケット・ジュース・アンド・ザ・ムーンを結成してアルバムを発表した他、ソウル・シンガー、ボビー・ウーマックの18年ぶりのスタジオ・アルバム、『ザ・ブレイヴェスト・マン・イン・ザ・ユニヴァース』の共同プロデューサーを務め、高い評価を得た。2013年はブラーのワールド・ツアーをこなす傍らソロ・アルバムを制作。『エヴリデイ・ロボッツ』と題された同アルバムは2014年4月に発売され、同年のマーキュリー賞のアルバム・オブ・ザ・イヤーにノミネートされた。
2014年の11月ごろから、前述のワールド・ツアー中に香港で録音していた音源を基にブラーのアルバム制作を始め、2015年4月、ブラー再結成後初となる12年ぶりのスタジオ・アルバム、『ザ・マジック・ウィップ』をリリースした。また、同年7月にマンチェスター国際芸術祭で上演された「不思議の国のアリス」を基にしたミュージカル、「ワンダー・ドット・ランド」の音楽制作を担当した。
『マジック・ウィップ』のワールドツアー後はアルバム制作に専念し、2017年4月にゴリラズの5枚目となるアルバム『ヒューマンズ』をリリース。翌2018年6月には6枚目のアルバム『ザ・ナウ・ナウ』をリリースした。同年6月に来日公演を果たし、リリース前の『ザ・ナウ・ナウ』収録曲を初めて全曲披露した。同年10月には11年ぶりに、かつてのアルバム『ザ・グッド,ザ・バッド・アンド・ザ・クイーン』のメンバーによる新アルバム『メリーランド』をリリース(同バンドは2019年限りで解散)。同2018年7月には「アフリカ・エクスプレス」の南アフリカでの7日間のアルバム制作に参加し、翌2019年7月にアルバム『エゴリ』として発表された。

### 2020年代、現在
2020年1月から、ゴリラズの新曲を不定期に1曲づつ発表していく「ソング・マシーン」プロジェクトを開始。10月にはそれらをまとめたゴリラズ7枚目のアルバム『ソング・マシーン、シーズン1:ストレンジタイムズ』としてリリースされた。5月には、アイスランドの自然にインスピレーションを得て始められたという新プロジェクト「ザ・ニアラー・ザ・ファウンテン、モア・ピュア・ザ・ストリーム・フローズ」からの曲を、アイスランドに所有する自身のスタジオからライブ配信した。同じく10月にはパリで、フランス植民地下のアフリカ奴隷の歴史を題材にしたミュージカル、「ル・ヴォル・デュ・ボリ」の音楽制作を担当。新型肺炎の感染が広がっていたため公演は延期された上、上演回数も減らされた。興行は経済的にも打撃を被ったがなんとか開演にこぎつけ、デーモンも演奏者としてステージに上がった。
アイスランドのプロジェクトはフルアルバムのプロジェクトへと昇格し、2021年11月にプロジェクトと同名のアルバム『ザ・ニアラー・ザ・ファウンテン、モア・ピュア・ザ・ストリーム・フローズ』としてリリースされた。翌2022年はゴリラズのワールドツアーとして南米やヨーロッパ、オーストラリアや北米などを回り、2023年2月にゴリラズの8枚目のアルバム『クラッカー・アイランド』をリリース。ゴリラズのアルバムとしては『ディーモン・デイズ』以来18年ぶりとなる全英1位を獲得した。
またゴリラズのツアーで滞在していたホテルで書き溜めていたデモを元にレコーディングされたブラーの8年ぶり9枚目のアルバム『ザ・バラード・オブ・ダレン』を2023年7月にリリースし、ブラーとして7作連続となる全英1位を獲得した。これによりデーモンは、作曲を手掛けフロントマンを務める2つのバンド(グループ)で、同一年内に全英1位をそれぞれ獲得するという快挙を成し遂げた。

## 人物

### 音楽性、歌唱・演奏スタイル

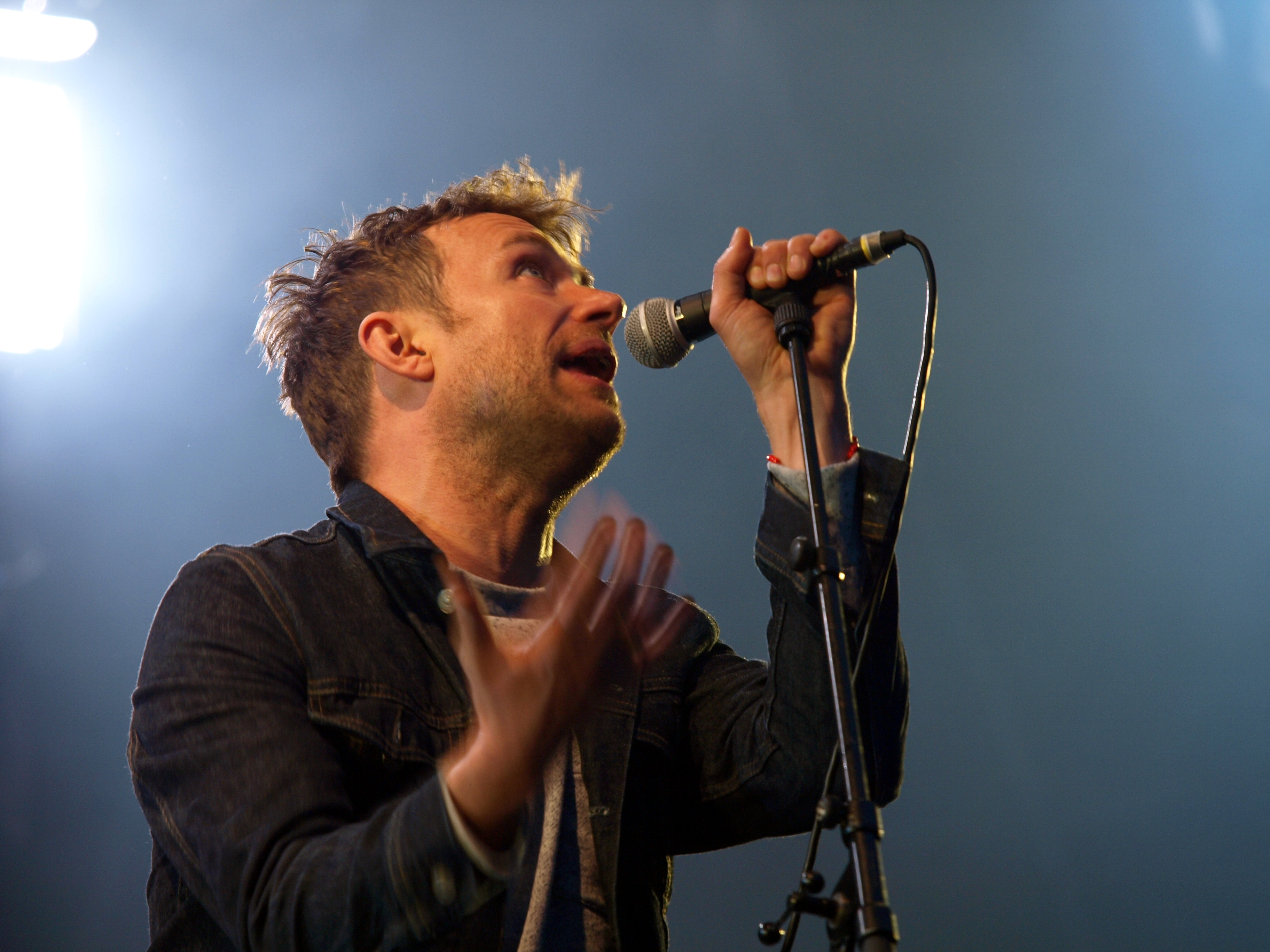
プロヴィンッシロック出演時（2013年）

10代前半まではエリック・サティやレイフ・ヴォーン・ウィリアムズ、ブレヒトとヴァイルの『三文オペラ』などのクラシック音楽を好んでいたというが、中高等学生時代以降はヒューマン・リーグ、ザ・クラッシュ、ザ・スミスなどに熱中し、ビートルズやキンクスなどを始めとするブリティッシュビート以降のイギリスのロック・ミュージックを徹底的に研究したという。近年は、ヒップホップからエレクトロニカ、民族音楽、現代音楽に至るまで、ジャンルの枠を大きく超えた音楽を研究し、実験精神溢れる楽曲を精力的に発表し続けている。またバンド・キャリアの前半まではあまりプロデュース業には積極的ではなかったが、近年は研鑽を積み、積極的にこなすようになっている。
歌声はバンド・キャリア前半までは男性にしては高く、曲調に合わせてどこかおちゃらけた印象のある声だったが、1999年のブラーのアルバム『13』のリードトラック「テンダー」では、かなり低い歌声やファルセットも使いこなすようになるなど、近年は味わい深い歌声も披露するようになっている。ボーカルのほかにキーボードやギターを担当し、左利きであるがギターは右利き持ちで弾いている。ライブではステージ上を駆け回ったり飛び跳ねたり、時折観客にダイブするなどグレアムと同じく派手なアクションを見せている。

### 私生活

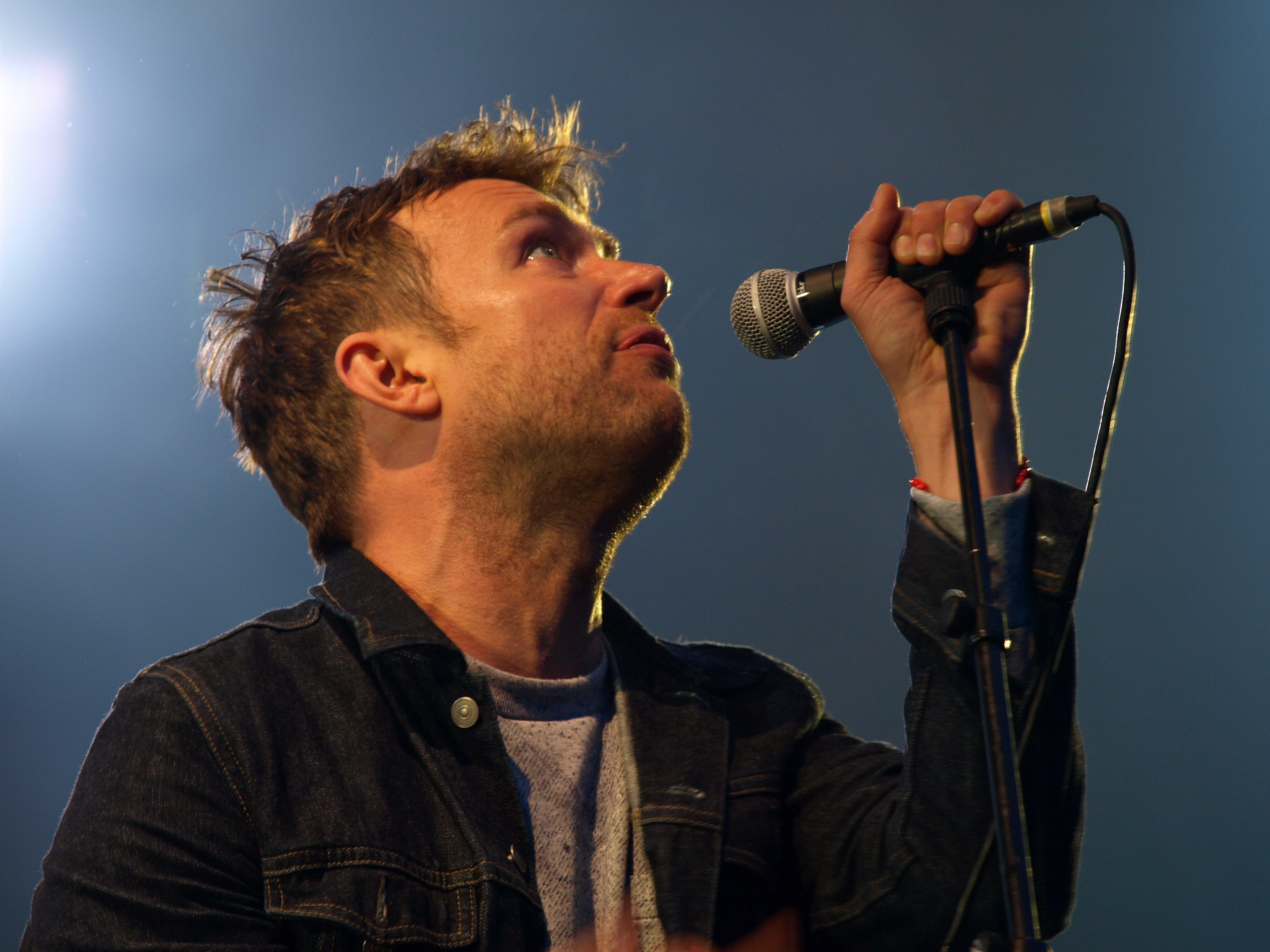
プロヴィンッシロック出演時（2013年）

1990年代末頃より、現代アーティストのスージー・ウィンスタンリーとパートナーとなり、1999年に長女が産まれた。
2003年にハイド・パークで行われた反イラク戦争のデモに関わるなど、政治的な行動も積極的に行っている。2006年には、イースト・ロンドン大学から美術学名誉修士号を授与された。2016年元日に、大英帝国勲章（OBE）を授与されている。
同じく2016年、事前にテロリストによる脅迫があり、非常事態宣言が発令されていたマリ共和国で開催された「フェスティバル・アコースティック・バマコ」に、欧米ミュージシャンが軒並み出演をキャンセルする中、ただ一人強行出演。そのことを称え、地元住民から地方の王の称号が与えられ、学校の教室にもデーモンの名前が冠された。
2021年、1990年代半ばから別荘を持っていたアイスランドの市民権を獲得した。
長らく西ロンドンのノッティング・ヒルを拠点にしていたが、COVID-19拡大による全国的ロックダウンが始まる2020年3月ごろから、1990年代に購入していたイギリス南西部のデヴォンの田舎家に家族、両親とともに移住し、納屋を音楽スタジオに作り変えた。デヴォンでの生活を気に入り、ロックダウン終了後もロンドンとデヴォンを往復するため自動車運転免許を取得した。

## ディスコグラフィ
- ブラー (Blur)

- ゴリラズ (Gorillaz)

### ソロ名義アルバム
- デモクレイジー - Democrazy (2003年)

※5000枚限定のアナログ盤。デモ音源や、未完成の歌の破片などが収録された音源を集めた作品。
- ドクター・ディー - Dr Dee (2012年)

※エリザベス1世の占い師であり、数学者・錬金術師でもあったジョン・ディーをテーマとして作られたオペラ『ドクター・ディー』の音楽が基となったスタジオ・アルバム。
- エヴリデイ・ロボッツ - Everyday Robots (2014年)

※1stソロアルバム。
- Live at the De De De Der (2014年)

※ライブ・アルバム。
- The Nearer the Fountain, More Pure the Stream Flows (2021年)

※2ndソロアルバム。

### ソロ名義シングル
- Everyday Robots (2014年)
- Lonely Press Play (2014年)
- Hollow Ponds (2014年)
- Heavy Seas of Love (2014年)
- Mr. Tembo (2014年)

### コラボレーション・アルバム
- マリ・ミュージック - Mali Music (2002年)

※アフェル・ボクム、トゥマニ・ジャバテらマリ共和国のミュージシャンとセッションを重ねたワールドミュージック・アルバム。
- ザ・グッド,ザ・バッド・アンド・ザ・クイーン - The Good, the Bad & the Queen (2007年)

※産業革命期から現代までのロンドンをテーマとした、デーモン、トニー・アレン、ポール・シムノン、サイモン・トングからなるバンドのアルバム。
- モンキー:ジャーニー・トゥ・ザ・ウェスト - Monkey : Journey To The West (2008年) (モンキー - Monkey)

※西遊記を題材にしたオペラ『モンキー:ジャーニー・トゥ・ザ・ウェスト』で披露した音楽をベースに作られた「モンキー」名義のスタジオ・アルバム。
- キンシャサ・ワン・トゥー - Kinshasa One Two (2011年) (DRCミュージック - DRC Music)

※コンゴ民主共和国において、西欧圏の気鋭のプロデューサー集団とキンシャサの現地のミュージシャンたちからなるプロジェクト、DRCミュージックにより、5日間でレコーディングされたチャリティ・アルバム。
- ロケット・ジュース・アンド・ザ・ムーン - Rocket Juice and The Moon (2012年) (ロケット・ジュース・アンド・ザ・ムーン - Rocket Juice and The Moon)

※デーモン、レッド・ホット・チリ・ペッパーズのフリー、トニー・アレン、その他多彩なゲストから構成されたバンド、ロケット・ジュース・アンド・ザ・ムーンによるセルフタイトル・アルバム。

### サウンドトラック
- トレインスポッティング - Trainspotting (1996)

※収録曲「Closet Romantic」
- ラビナス - Ravenous (1999年)

※映画のサウンドトラック。マイケル・ナイマンとの共作。
- 私が愛したギャングスター - Ordinary Decent Criminal (2000年)

※映画のサウンドトラック。
- 101レイキャビーク - 101 Reykjavik (2001年)

※映画のサウンドトラック。エイナール・オゥルン・ベネディクトソンとの共作。
- ルーシー - Lucy (2014年)

※収録曲「Sister Rust」

### 曲ごとのコラボレーション、プロデュース
- ファットボーイ・スリム - Put It Back Together
- ネイザン・ヘインズ - FM
- テリー・ホール - Chasing a Rainbow、For The Girl、A Room Full of Nothing、Ten Eleven、911(ゴリラズ)
- マリアンヌ・フェイスフル - Kissin Time、Before the Poison
- トニー・アレン - Every Season
- ザ・ブラック・ゴースツ - Repetition Kills You
- ケイノ - Feel Free
- スクラッチ - Too Late
- マッシヴ・アタック - Saturday Come Slow
- アマドウ・エ・マリアム - Welcome to Mali
- プリテンダーズ
- ザ・レンタルズ
- デルトロン3030
- オウィニー・シゴマ・バンド
- アブデル・ハディ・ハロ
- ルーツ・マヌーヴァ
- ラナ・デル・レイ
- ボビー・ウーマック
- Africa Express Presents - Maison Des Jeunes